# Meragisa polycarpa
Meragisa polycarpa är en fjärilsart som beskrevs av William Schaus 1928. Meragisa polycarpa ingår i släktet Meragisa och familjen tandspinnare. Inga underarter finns listade i Catalogue of Life.